# 日本手语
日本手語（日语：／ Nihon Shuwa）或稱為JSL（英文：Japanese sign language），是一種手語。亦稱做傳統手語、聾人手語或慣用手語。在日本，它是父母均為聾人或在幼兒時期就讀聾人學校的聾人的第一語言。
另有，用來代表日本語裡52個假名對應的52種手部動作，稱之為加上特殊的手部動作所組成。如：被動、來、去等等，即日本手語之手語拼寫法。

## 歷史
就像其他許多手語語言一樣，日本手語也是一種無文字語言。做為一種視覺語言，日本手語和其他手語一樣無法使用文字記錄，以至於近代才有相關的影像記錄，難以追溯其最早的記錄。
目前可以確認的最古老的日本手語（原型）記錄是1878年古河太四郎創辦的京都盲啞院。主要教育方式是根據古河以自然身體動作為基礎的手勢法進行。在初創時期的31名聾生的社群中，至少使用了類似日本手語的溝通方式，可以說是日本手語的原型。然而，根據對描述和繪畫資料中過去聾人的考察，手語可能在更早的時期就已有使用。
在1923年的聾唖學校令頒布後，非手語的「口語法」開始普及，被認為是日本手語「苦難歷史的開始」。與其他語言一樣，日本手語在地區、世代或語言接觸等多個面向展現其多樣性，歷經140多年，日本手語仍在聾人社群中持續使用。
台灣手語受到日本手語的很大影響，但同時也受到其他手語的影響，展示出自己的獨特發展。韓國手語也有類似的歷史，但日本手語的影響程度尚不清楚。一般認為是在日本統治期間（日韓合併和台灣日治時期）的影響，支持此一觀點的學者便將這些手語歸入「日本手語系」。

## 詞彙類型

### 敘述親戚關係[8]
- 父：用食指觸摸臉頰後，手背向外做出舉拇指的姿勢。
- 母：用食指觸摸臉頰後，手背向外做出舉小指的姿勢。
- 兒子：手背向外做出舉拇指的姿勢，並從腹部向前移動。
- 女兒：手背向外做出舉小指的姿勢，並從腹部向前移動。
- 兄：手背向外，伸出中指，中指向上，手向上移動。
- 弟：手背向外，伸出中指，中指向上，手向下移動。
- 姊：一手握拳，伸出小指，小指向上，拳向上移動。
- 妹：一手握拳，伸出小指，小指向上，拳向下移動。

## 日本手語檢定試驗
在日本有一套健全的手語檢定試驗，由手語技能檢定協會主辦，並得到政府的認可。手語資格分為9級。1級為最高，7級為最低，1、2級以下有準1級、準2級。基本上是以學習時數，認知單字，例文來界定級別。
- 1級    實習 單詞數・例文數制不限　3年（240小時）以上
- 準1級  筆試 單詞數・例文數制不限　3年（240小時）以上
- 2級    實習 單詞數：2000程度／例文數制不限　3年（240小時）程度
- 準2級  筆試 單詞數：2000程度／例文數制不限　3年（240小時）程度
- 3級    筆試 單詞數：1000程度／基本例文數：300程度　2年（160小時）程度
- 4級    筆試 單詞數：500程度／基本例文數：100程度　1年（80小時）程度
- 5級    筆試 單詞數：200程度／基本例文數：30程度　半年（40小時）程度
- 6級    筆試 單詞數：100程度／帶動作之手指文字（濁音、半濁音等） 3個月（24小時）程度
- 7級    筆試 基本指定文字五十音　1個月（8小時）程度

## 詞彙舉隅

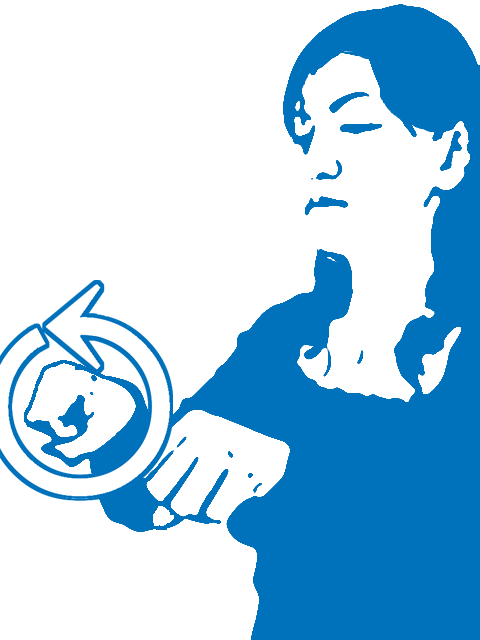
名詞「腳踏車」（jitensha）
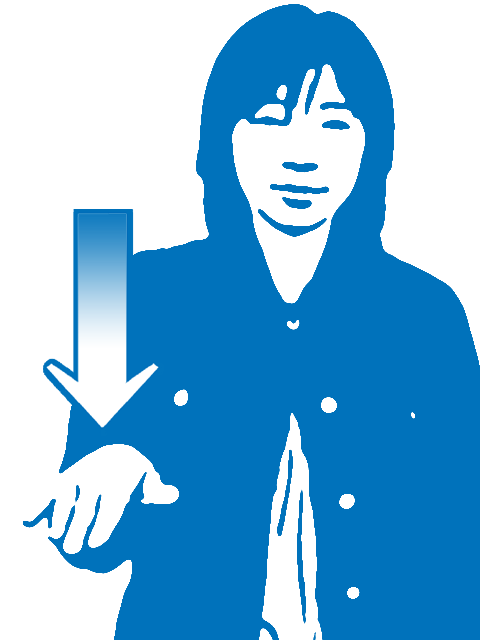
動詞「做」（suru）
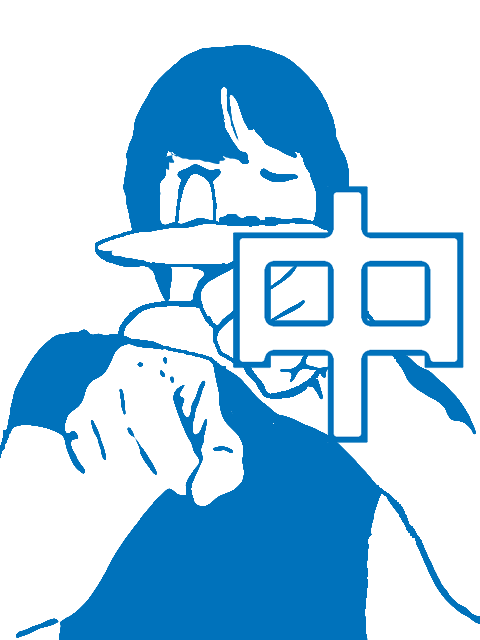
漢字「中」（naka, chū）
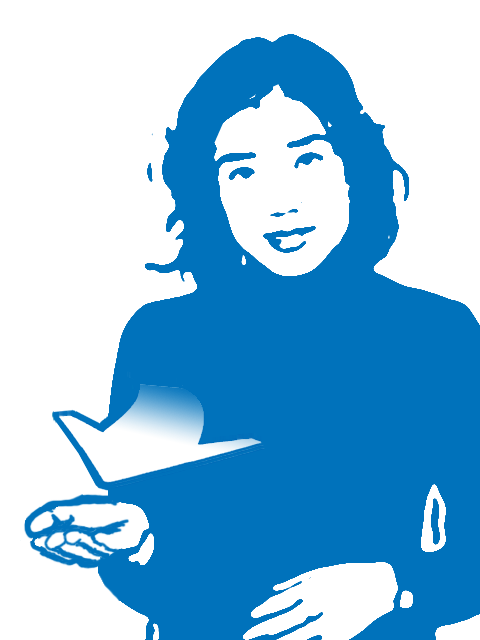
疑問助詞（ka）

## 指文字

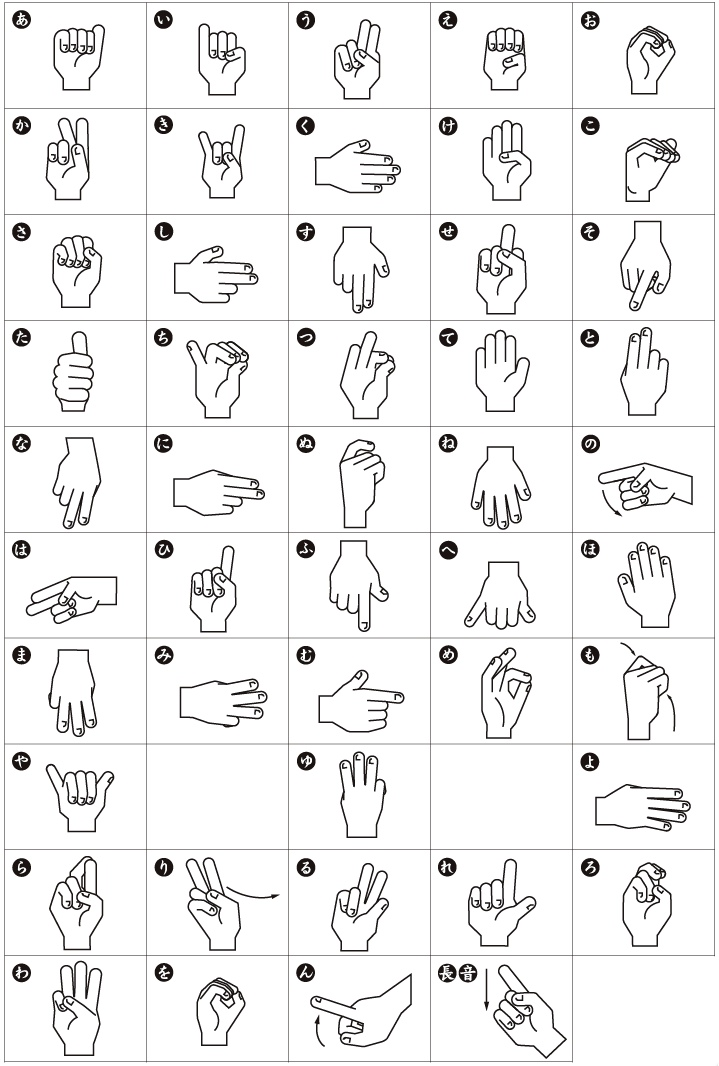
指文字（ゆびもじ）

現在日本一般使用的，是由大阪市立聾唖学校（現）的教職員大曽根源助去美國時，與海倫·凱勒會面為契機發展而來。回國後大曽根參考美國手語拼寫法及數種已經在日本使用的日語手語拼寫法，再與同校教員們共同研究、制定。昭和6年（1931年），該校完成並正式採用這套指文字，隨後逐漸普及至全国。

## 腳註
1. ↑  神田和幸（編著）. . 福村出版. 2009.
2. ↑  末森明夫. . 斉藤くるみ（編著）『手話による教養大学の挑戦』. ミネルヴァ書房. 2017: 241–284.
3. ↑  木村晴美・市田泰弘. . 現代思想. 1995, (３月号).
4. ↑  松岡　和美.  2. くろしお出版. 2015.
5. ↑  Wayne H Smith. . LANGUAGE AND LINGUISTICS-TAIPEI. 2005, 6.2: 187–215.
6. ↑  Sagara, Keiko. . MA thesis, University of Central Lancashire （修士論文、セントラルランカシャー大学）. 2014.
7. ↑  Susan Fischer and Qunhu Gong. . in Diane Brentari （編）Sign Languages. Cambridge University Press. 2010: 499–518.
8. ↑  神奈川県. . 神奈川県.   [2019-10-25]. （原始内容存档于2019-10-25） （日语）.

## 外部連結
- 日本手語技能檢定協會 （页面存档备份，存于）